# Iglulirmiut
Iglulirmiut (Iglulingmiut) /=people of the place with houses/, jedno od brojnih plemena središnjih Eskima, nastanjeni na obje strane prolaza Fury and Hecla Strait u Nunavutu, Kanada. Pleme ima više naselja, to su: Akuli, Arlagnuk, Iglulik (Igloolik), Kangertluk, Krimerksumalek, Pilig i Uglirn. 
Iglulirmiuti su lovci i ribari. Tijekom zime love morževe na Igluliku i drugim otocima. U rano proljeće s harpunama odlaze u lov na tuljane, dok preko ljeta love jelene na Baffinovoj zemlji i poluotoku Melville.

## Vanjske poveznice
- češalj (slika)  Arhivirana inačica izvorne stranice od 19. veljače 2021. (Wayback Machine)